# Industria petrolera en España
La industria petrolera en España conforma un importante sector de la economía española, ya que está a cargo tanto de la producción de petróleo y artículos derivados de este, como de su comercialización. El país no dispone de explotaciones petrolíferas propias, por lo que la práctica totalidad del crudo que se consume es de importación. En la actualidad operan en suelo español un total de diez refinerías, estando la mayoría de ellas situadas en territorio peninsular.
Los inicios de la actividad petrolera en España pueden situarse en la década de 1860, aunque no sería hasta el siglo XX cuando se empezó a desarrollar una industria petrolífera de cierta entidad. El Estado llegó a promulgar un monopolio sobre el petróleo, que entró en vigor en la década de 1920 y que tuvo en la empresa CAMPSA a uno de sus principales actores. La primera refinería española se construyó en Santa Cruz de Tenerife en 1930, mientras que la primera refinería de la península se construiría en Escombreras en la década de 1940. El desarrollo industrial que vivió el país durante las décadas de 1960 y 1970 vino acompañado de la construcción de numerosas refinerías e instalaciones relacionadas con este sector. En esos años también se sentaron las bases del actual mercado petrolífero español.
En 2020, España fue el 87.º productor mundial de petróleo, con una producción propia casi nula. En 2019 el país consumió 1,22 millones de barriles al día, siendo el 18.° consumidor más grande del mundo. Así mismo, España fue el noveno mayor importador de petróleo del mundo en 2013 (1,22 millones de barriles al día).

## Instalaciones
En España se encuentran operativas diez refinerías de petróleo, encontrándose casi todas ellas situadas en el territorio de la península ibérica —la de Santa Cruz de Tenerife está ubicada en las islas Canarias—. Así mismo, la mayoría de las refinerías se encuentran situadas en zonas costeras, por lo que se abastecen de crudo a través de la vía marítima. La excepción en este sentido es la refinería de Puertollano, situada en el interior del país y abastecida a través de un oleoducto que la conecta con Cartagena. Algunas de estas instalaciones constituyen auténticos complejos petroquímicos donde se elaboran un amplio surtido de productos, además del refinado básico del petróleo. Las actividades de las refinerías se ven completadas por una amplia red de oleoductos, así como almacenes y depósitos.
El sector petrolífero español se encuentra plenamente liberalizado, existiendo varias empresas que operan en el mercado. En la actualidad las principales compañías petroleras que actúan en territorio nacional son Repsol, Cepsa, BP y Petronor, aunque también operan otras con una menor cuota de mercado. Las labores logísticas son desarrolladas principalmente por la Compañía Logística de Hidrocarburos (CLH), que en 2012 poseía 38 instalaciones de almacenamiento y una red de oleoductos cuya longitud alcanza los 3.500 kilómetros.

### Refinerías de petróleo
| Refinería              | Inauguración | Provincia              | Capacidad de refino | Propietaria |
| ---------------------- | ------------ | ---------------------- | ------------------- | ----------- |
| Escombreras            | 1949         | Murcia                 | 10,0 kt             | Repsol      |
| La Coruña              | 1964         | La Coruña              | 7,0 kt              | Repsol      |
| Puertollano            | 1966         | Ciudad Real            | 7,0 kt              | Repsol      |
| Tarragona              | 1976         | Tarragona              | 7,0 kt              | Repsol      |
| Gibraltar-San Roque    | 1967         | Cádiz                  | 12,0 kt             | Cepsa       |
| La Rábida              | 1967         | Huelva                 | 5,0 kt              | Cepsa       |
| Santa Cruz de Tenerife | 1930         | Santa Cruz de Tenerife | 4,5 kt              | Cepsa       |
| Musques                | 1972         | Vizcaya                | 12,0 kt             | Petronor    |
| Castellón              | 1967         | Castellón              | 8,0 kt              | BP          |
| Tarragona              | 1965         | Tarragona              | 1,4 kt              | Asesa       |
| Datos de 2006          |              |                        |                     |             |

## Historia

### De los orígenes a la Guerra Civil
Se puede situar en torno a 1860 el inicio de la importación española de petróleo en cantidades considerables, destinado principalmente para su consumo por parte del alumbrado público. A lo largo de las siguientes décadas llegaron a desarrollarse algunas instalaciones relacionadas con los derivados del petróleo, como destilerías, factorías o almacenes. La primera de estas se levantó en Pasajes, en 1870, seguida años después por nuevas instalaciones en otros puntos del país. No obstante, lo cierto es que durante ese período la demanda de este tipo de productos en España fue bastante baja. Por otro lado, la ausencia de yacimientos petrolíferos en España supuso que desde bien pronto el país tuviese serias dificultades para desarrollar una industria petrolera. No sería hasta después de la Primera Guerra Mundial cuando se produjo un incremento considerable en la utilización de este combustible. Si en 1920 se consumían unas 162.000 Tm de petróleo, diez años después esta cifra había aumentado hasta las 822.000 Tm. En este proceso influyeron factores como la expansión del parque automovilístico o el desarrollo de aquellas industrias que consumían productos petrolíferos.  
En la década de 1920 empresas como Texaco, Royal Dutch Shell o Standard Oil dominaban el mercado español, que seguía importando del extranjero todo el petróleo que consumía. Como excepción a esta dinámica, también operaban empresas españolas como Petróleos Porto Pí, sociedad de capital mixto hispano-francés en la que tenía una participación importante el empresario Juan March. Ante un contexto en que el mercado «se hallaba en manos de unas pocas grandes empresas multinacionales», la dictadura de Primo de Rivera optó por instituir un monopolio estatal de petróleos. La administración del monopolio sería arrendada a una empresa privada. Su ámbito de actuación se limitaría al territorio peninsular y Baleares, quedando fuera las islas Canarias y las colonias españolas de África. En 1927 se constituyó la Compañía Arrendataria del Monopolio de Petróleos (CAMPSA), al tiempo que se expropiaban los activos de las demás empresas que operaban en el sector.

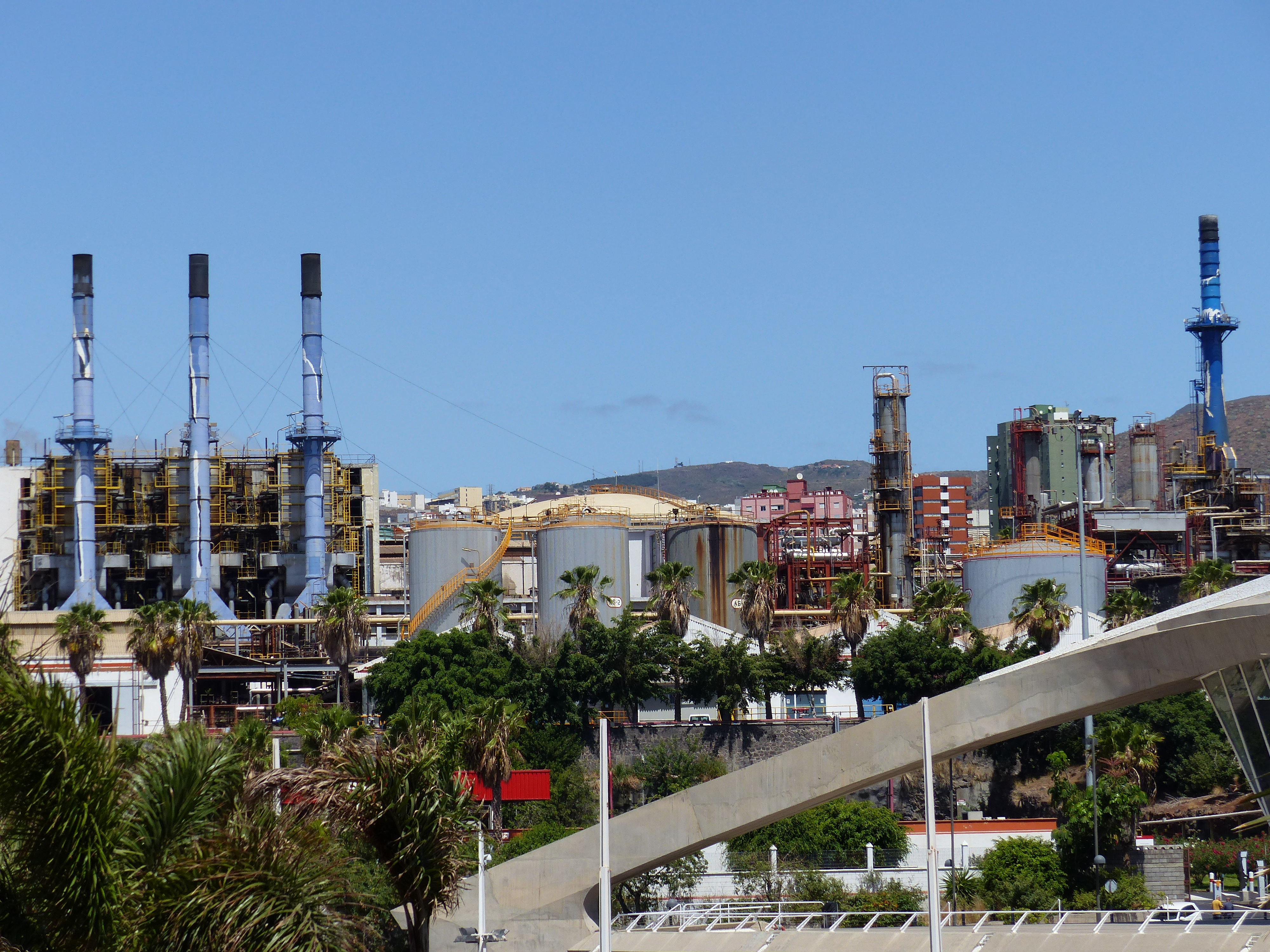
Instalaciones de la refinería de Santa Cruz de Tenerife (2015).

La creación de CAMPSA no solucionó en un principio los problemas estructurales del sector petrolífero en España. La empresa no llegó a construir ninguna refinería, limitándose a levantar instalaciones de almacenamiento y a importar el crudo del extranjero. Dicha situación contrastaba con la actividad que desarrollaba la recién creada Compañía Española de Petróleos (CEPSA), que construyó una refinería en Santa Cruz de Tenerife (Canarias), fuera del ámbito de actuación de CAMPSA. Este fue un hecho importante, ya que constituyó la primera instalación de este tipo que se inauguraba en España con capacidad de producir petróleo. Su principal problema era que tenía una capacidad limitada para abastecer al mercado peninsular. También destacaría el caso de la Sociedad Minera y Metalúrgica de Peñarroya (SMMP), empresa de capital francés que llegó a producir petróleo de forma sintética a través de la destilación de pizarras bituminosas en Puertollano.
Tras el estallido de la Guerra Civil, en julio de 1936, España quedó partida en dos mitades. La contienda provocaría graves daños a muchas instalaciones del sector petrolífero, en especial los depósitos y almacenes. Por otro lado, el abastecimiento del petróleo se convirtió en una reto de primer orden para los dos bandos en guerra. La República se encontró aislada por el Pacto de No Intervención y tuvo que recurrir a los suministros soviéticos. En la zona franquista, la CAMPSA llegó a firmar un acuerdo con la empresa norteamericana Texaco que garantizaba el suministro de petróleo y productos derivados a las fuerzas de Francisco Franco.

### Los años de la posguerra
Los suministros de Texaco a la España franquista se mantuvieron estables tras el final de la Guerra Civil, aunque la situación dio un giro con el estallido de la Segunda Guerra Mundial. En junio de 1940 el régimen de Franco cambió su posición de «neutralidad» por la de «no beligerante», a raíz de lo cual Estados Unidos impuso un embargo petrolero a España. Esta situación, unida a las limitaciones técnicas de CAMPSA para la obtención de petróleo y a la imposibilidad de importarlo de la Europa controlada por los nazis, llevaría a las autoridades a valorar la posibilidad de producir petróleo de forma sintética. Esta idea casaba muy bien con las políticas autárquicas que por aquel entonces preconizaba el régimen, con el Instituto Nacional de Industria (INI) actuando como promotor de estas iniciativas. En noviembre de 1942 se constituyó por parte del INI la Empresa Nacional Calvo Sotelo (ENCASO), con el objetivo de producir combustibles líquidos y lubricantes a partir de pizarras bituminosas.

### Del desarrollismo a nuestros días
En la década de 1960, bajo la égida del Plan de Estabilización de 1959, España experimentó un importante crecimiento económico. Se produjo una liberalización económica que abrió las puertas a las inversiones extranjeras. En el sector petrolífero, esta circunstancia facilitó la entrada del capital y la tecnología de Estados Unidos, que tendrían un papel destacado en la construcción de nuevas instalaciones de refinado. Por otro lado, la expansión que vivió industria española durante aquellos años requirió de un mayor acceso al petróleo y a los productos derivados de este.

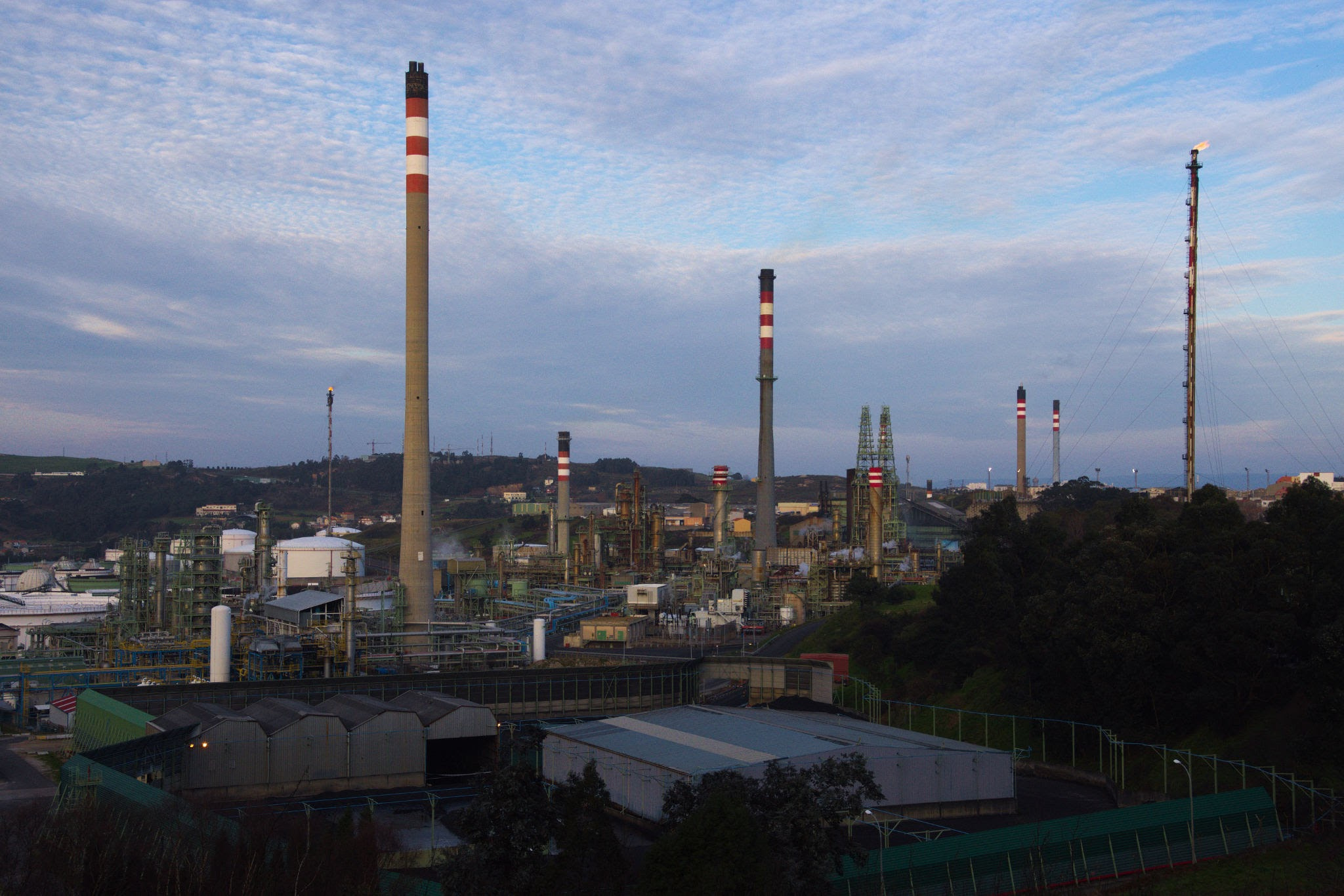
Vista de la refinería de La Coruña.

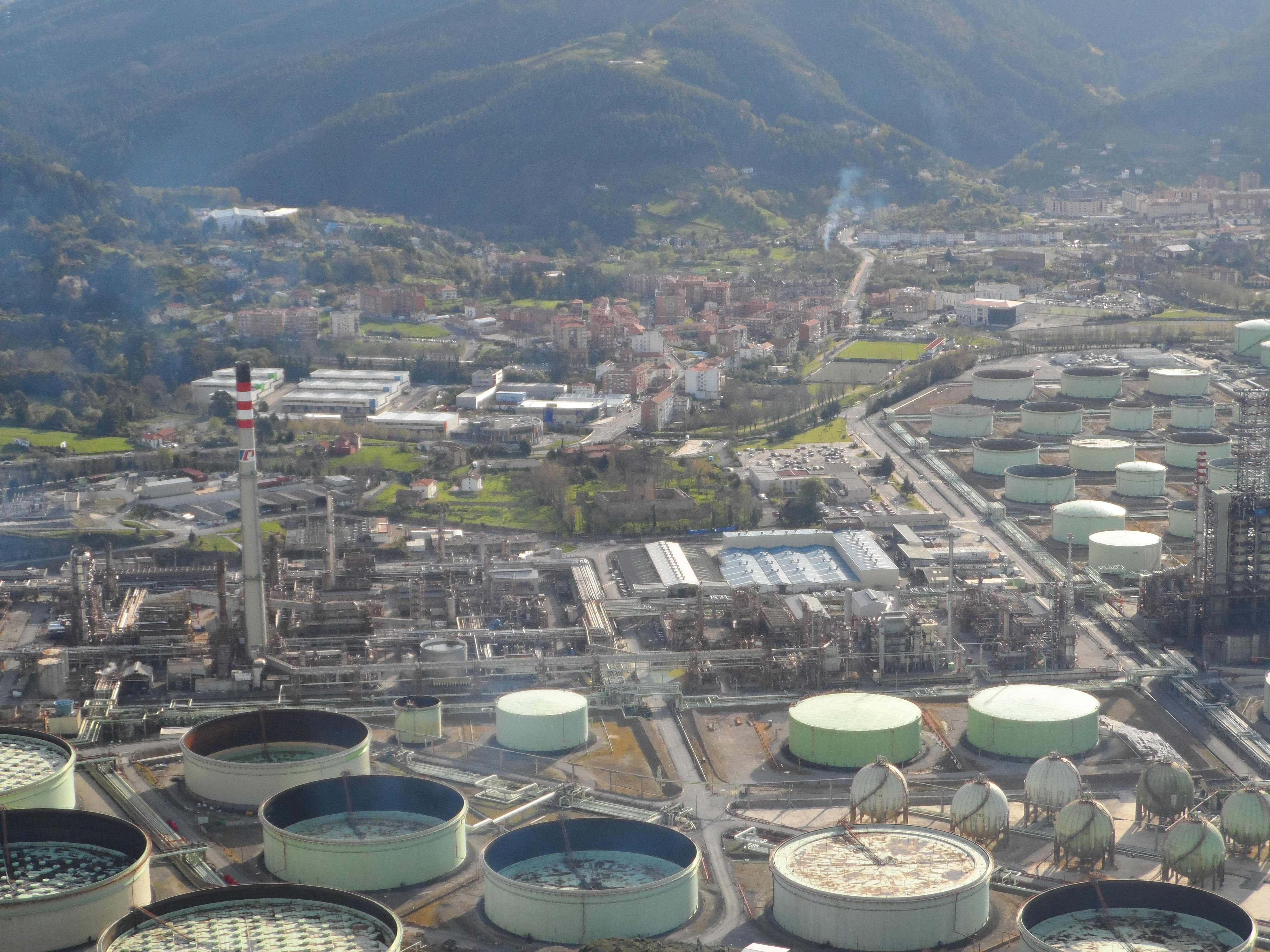
Instalaciones y depósitos de la refinería de Musques, en 2014.

En 1961 el Estado autorizó la construcción de una refinería en La Coruña a la Marathon Oil Company y a la Compañía Ibérica Refinadora de Petróleos, inaugurándose tres años más tarde. Vendrían otras, como la refinería de Castellón (1967), cuyas obras corrieron a cargo de un consorcio formado por el Banco Español de Crédito y la Standard Oil of New Jersey; o la refinería de La Rábida (1967), construida por el consorcio «Río Gulf de Petróleos». La estatal ENCASO también levantó su propio complejo petroquímico en Puertollano, cuyas instalaciones entrarían en servicio en 1966. CEPSA también obtuvo licencia para una refinería en el campo de Gibraltar, que sería inaugurada en 1967, mientras que en Vizcaya la empresa Petróleos del Norte (Petronor) puso en marcha la refinería de Somorrostro en 1972.
Durante aquellos años se pusieron en marcha numerosas prospecciones por toda España para localizar yacimientos petrolíferos, pero en la gran mayoría de casos los resultados fueron negativos. Una excepción fue el yacimiento de Ayoluengo, en la provincia de Burgos, aunque pronto se comprobó que su explotación tenía una producción muy limitada —150 barriles al día—. Fuera de España, la empresa Hispanoil descubrió los yacimientos de Magid y Manssur en el desierto de Libia.
Las consecuencias de las crisis del petróleo de 1973 y 1979 llevaron al Estado a implementar una profunda reorganización del sector de hidrocarburos, creándose en 1974 la Empresa Nacional de Petróleos (ENPETROL). En 1981 se creó el Instituto Nacional de Hidrocarburos (INH) para agrupar bajo su gestión a todas las empresas públicas del petróleo y el gas. Desde el Estado se buscó preparar al sector para su liberalización económica de cara al ingreso de España en la Comunidad Económica Europea (CEE), por lo que se procedió a una política de concentración empresarial. En 1987 se creó el grupo Repsol en el seno del INH, que con los años sería privatizado. En enero de 1993 se extinguió el monopolio estatal sobre petróleos, lo que supuso la desaparición de CAMPSA. A partir de sus activos se constituyó la Compañía Logística de Hidrocarburos (CLH), para hacerse cargo de las labores logísticas de transporte y almacenamiento de productos petrolíferos.